# Liste der Premierminister von Samoa
Diese Liste enthält die bisherigen Premierminister von Samoa. Als Regierungschef werden sie vom Fono gewählt, dem samoanischen Parlament.

## Amtsträger
| #    | Bild                          | Name                                   | Amtsantritt        | Amtsaustritt       | Partei    | Kommentar |
| ---- | ----------------------------- | -------------------------------------- | ------------------ | ------------------ | --------- | --- |
| 1.   | Mataʻafa Mulinuʻu II.         | Mataʻafa Mulinuʻu II. (1921–1975)      | 1. Oktober 1959    | 25. Februar 1970   | parteilos | trat sein Amt noch unter Abhängigkeit Neuseelands an, ab 1. Januar 1962 erster Premierminister des unabhängigen (West-)Samoa, bei den Parlamentswahlen 1961, 1964 und 1967 im Amt bestätigt                                                                            |
| 2.   | Tupua Tamasese Lealofi IV.    | Tupua Tamasese Lealofi IV. (1922–1983) | 25. Februar 1970   | 20. März 1973      | parteilos | |
| (1.) | Mataʻafa Mulinuʻu II.         | Mataʻafa Mulinuʻu II. (1921–1975)      | 20. März 1973      | 20. Mai 1975       | parteilos | während seiner laufenden Amtszeit verstorben |
| (2.) | Tupua Tamasese Lealofi IV.    | Tupua Tamasese Lealofi IV. (1922–1983) | 20. Mai 1975       | 24. März 1976      | parteilos | führte die von seinem verstorbenen Vorgänger begonnene Legislaturperiode zu Ende |
| 3.   | Tupuola Taisi Tufuga Efi      | Tupuola Taisi Tufuga Efi (* 1938)      | 24. März 1976      | 13. April 1982     | parteilos | Cousin ersten Grades seines Vorgängers, bei der Parlamentswahl 1979 im Amt bestätigt |
| 4.   |                               | Vaʻai Kolone (1911–2001)               | 13. April 1982     | 18. September 1982 | HRPP      | Rücktritt infolge eines Ermittlungsverfahrens (gegen ihn erhobener Korruptionsvorwurf) |
| (3.) | Tupuola Taisi Tufuga Efi      | Tupuola Taisi Tufuga Efi (* 1938)      | 18. September 1982 | 31. Dezember 1982  | parteilos | Rücktritt infolge Handlungsunfähigkeit, nachdem die HRPP-Mehrheit im Parlament den Haushalt abgelehnt hatte, wurde als bislang einziger ehemaliger samoanischer Premierminister später zum Staatsoberhaupt (2007 bis 2017, vgl. Liste der Staatsoberhäupter von Samoa) |
| 5.   | Tofilau Eti Alesana           | Tofilau Eti Alesana (1924–1999)        | 31. Dezember 1982  | 30. Dezember 1985  | HRPP      | als neuer HRPP-Vorsitzender ins Amt gekommen, führte die von seinen beiden Vorgängern begonnene Legislaturperiode zu Ende, bei der Parlamentswahl 1985 im Amt bestätigt und am Jahresende durch ein Misstrauensvotum der eigenen Partei gestürzt                       |
| (4.) |                               | Vaʻai Kolone (1911–2001)               | 30. Dezember 1985  | 8. April 1988      | HRPP      | löste seinen Vorgänger durch ein Misstrauensvotum ab und führte dessen begonnene Legislaturperiode zu Ende |
| (5.) | Tofilau Eti Alesana           | Tofilau Eti Alesana (1924–1999)        | 8. April 1988      | 23. November 1998  | HRPP      | bei den Parlamentswahlen 1991 (seither mit fünf- statt dreijähriger Legislaturperiode) und 1996 im Amt bestätigt, Rücktritt aus gesundheitlichen Gründen, löste den ersten Amtsträger als am längsten amtierender samoanischer Premierminister ab                      |
| 6.   | Sailele Tuilaʻepa Malielegaoi | Sailele Tuilaʻepa Malielegaoi (* 1945) | 23. November 1998  | 24. Mai 2021       | HRPP      | führte die von seinem Vorgänger begonnene Legislaturperiode zu Ende, bei den Parlamentswahlen 2001, 2006, 2011 und 2016 im Amt bestätigt, seine mehr als 22-jährige Amtszeit ist mit großem Abstand die längste aller bisherigen samoanischen Premierminister          |
| 7.   | Naomi Mataʻafa                | Naomi Mataʻafa (* 1957)                | 24. Mai 2021       |                    | FAST      | amtierend (Stand: 2021), erste weibliche Amtsträgerin und Tochter des ersten Amtsträgers, infolge einer Patt-Situation nach der Parlamentswahl 2021 von ihrem Vorgänger nicht anerkannt                                                                                |